# Haematomyzus
Idolocoris, Phantasmocoris · Haematomyzidae, Rhynchophthirina
Super-famille
Famille
Genre
Synonymes
- Idolocoris Walker, 1871
- Phantasmocoris White, 1871

Haematomyzus est un genre fossile d'insectes phthiraptères (les « poux ») de la famille des Haematomyzidae dans la super-famille des Rhynchophthirina.

## Classification
Le genre Haematomyzus est créé en 1869 par l'entomologiste suisse spécialiste des poux Édouard Piaget (d) (1817-1910).
La famille des Haematomyzidae est créée en 1904 par l'entomologiste allemand Günther Enderlein (1872-1968).
La super-famille des Rhynchophthirina est créée en 1931 par l'entomologiste américain Gordon Floyd Ferris (d) (1893–1958) .

### Orthographe
La première orthographe de « Rhynchophthirina » par Ferris était erronée, et dans l'utilisation ultérieure du terme, il l'a orthographié « Rhynchophthirina » en ajoutant le deuxième « h ». Les noms ordinaux ne sont pas couverts par le Code international de nomenclature et donc le nom et l'orthographe se résument à une question de préférence personnelle. La majorité des phthiraptéristes épellent le sous-ordre comme « Rhynchophthirina », comme l'ont fait Hopkins et Clay en 1952, et Price et al. en 2003.

### Synonymes
Selon GBIF en 2023, Le genre Haematomyzus a deux synonymes :
- Idolocoris Walker, 1871
- Phantasmocoris White, 1871[7],[6]

## Description
Le genre Haematomyzus comprend trois espèces de poux qui diffèrent si nettement de tous les autres poux que le genre est placé dans sa propre famille, les Haematomyzidae, elle-même monotypique au sein de la superfamille des Rhynchophthirina. Ces poux inhabituels sont des ectoparasites des éléphants et des phacochères. Leurs pièces buccales sont allongées pour former une structure en forme de perceuse qui leur permet de pénétrer la peau épaisse de leur hôte.

### Répartition
H. elephantis est connu à la fois des éléphants d'Afrique et d'Asie.

## Liste d'espèces
Les trois espèces, Haematomyzus elephantis (pou de l'éléphant), Haematomyzus hopkinsi (pou du phacochère) et Haematomyzus porci (pou du porc de la rivière rouge) appartiennent à une seule famille, les Haematomyzidae, elle-même la seule famille au sein de Rhynchophthirina,.
- Haematomyzus elephantis Piaget, 1869[1] espèce type
- Haematomyzus hopkinsi Clay, 1963[11]
- Haematomyzus porci Emerson & Price, 1988[12]

### Publications originales
- E. Piaget, « Description d'un parasite de l’Éléphant », Tijdschrift voor Entomologie, La Haye, Leyde et Amsterdam, NEV (d), Martinus Nijhoff Publishers (d) et Éditions Brill, vol. 12,‎ 1869, p. 249-254 (ISSN 0040-7496 et 2211-9434, OCLC 1132820, lire en ligne).